# ホータン市
ホータン市（ホータンし、ウイグル語：خوتەن、漢名：和田市）は、中華人民共和国新疆ウイグル自治区ホータン地区に位置する県級市。高品質の軟玉の産地として知られる。

## 地名の由来
- 古代西チベット語で「玉の城」「玉の村」[2]
- ウイグル語で「玉の町」[3]
- 土地に居住していた集団の名前[2]

古代のホータンは「于闐」（ウテン、üdün）と称されるオアシス都市国家で、シルクロード（西域南道）の要衝であった。土地の名前は転訛を繰り返し、中国語で和闐、和田と音訳されて現在に至っている。また、テュルク語のイリチ（伊里斉）の別名でも知られる。
- Ku（大地の）stana（乳房）あるいは Go（牛の）stana が異民族間でKhotan に変化したもの[5]。玄奘は瞿薩旦那と音写している。

## 行政区画
4街道、3鎮、5郷を管轄：
- 街道弁事処：ヌルバグ街道（努爾巴格街道）、グジャンバグ街道（古江巴格街道）、ギュラバグ街道（古勒巴格街道）、ナルバグ街道（納爾巴格街道）
- 鎮：ラスクイ鎮（拉斯奎鎮）、玉竜喀什鎮、トゥサッラ鎮（吐沙拉鎮）
- 郷：ショルバグ郷（肖爾巴格郷）、グジャンバグ郷（古江巴格郷）、イリチ郷（伊里其郷）、ジヤ郷（吉亜郷）、アクチャル郷（阿克恰勒郷）

## 歴史

### ホータン王国

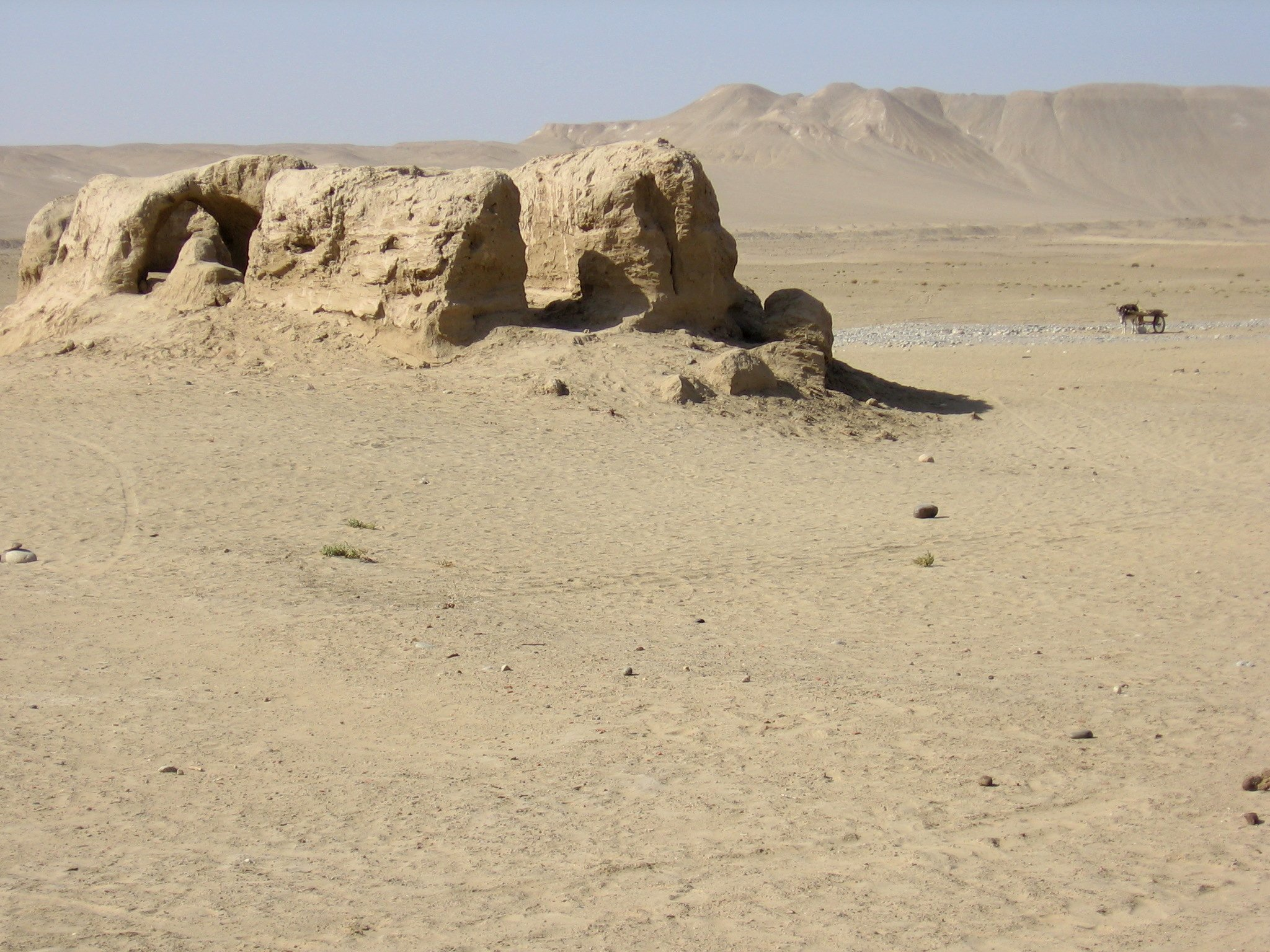
漢から唐にかけての防衛の拠点だったマリクアワト遺跡

ホータンは古くから白玉（和田玉）の産地として著名であった。玉は中国、ペルシャ、イラクに輸出され、東西交易の利益によって西域有数のオアシス都市に発展した。5世紀から10世紀にかけて、ホータンではガンダーラ語を継承したと考えられているホータン・サカ語が使用されていた。話者である古代のホータンの住民はコーカソイドに属し、ホータン・サカ語はインド・ヨーロッパ語族に分類される。東西交易の要所であるホータンでは、イラン、インドをはじめとする様々な地域の文化が受容されてきた。于闐王国ではゾロアスター教が流行した一方で、仏寺が多く建立された。于闐王国はヴィジャヤ家（Vijaya, Visa）によって統治され、中国は彼らを「尉遅氏」と呼んだ。
紀元前2世紀の前漢代に中国が初めて于闐王国と接触した時、既に于闐は東西交易の中継地として繁栄していた。73年に于闐は将軍班超の攻撃を受けて後漢に従属したが、後漢の西域経営が行き詰ると于闐は自立する。3世紀頃、于闐は鄯善・疏勒・亀茲・焉耆と並ぶタリム盆地の五大国となり、西晋からそれぞれの国の王に侍中・大都尉・奉晋大侯の称号が贈られた。
4世紀から6世紀まで、于闐王国は前涼・前秦などの政権に従属し、吐谷渾やエフタルなどの遊牧民族の攻撃を受けた。隋末から唐初にかけて于闐は西突厥の支配下に置かれるが、648年に疏勒・亀茲・焉耆と共に安西四鎮に組み入れられ、唐の影響下に入った。唐の西域はしばしば吐蕃の攻撃を受け、于闐も唐と吐蕃の係争の地となる。761年に于闐に毗沙都督府が設置されるが、790年までに唐の西域経営の拠点である安西大都護府と北庭大都護府が吐蕃の攻撃によって陥落し、于闐は吐蕃の支配下に入った。
吐蕃の撤退後、李氏が于闐に独立政権を立てる。11世紀、李氏は中央アジアのイスラーム国家カラハン朝に敗れ、ホータンはカラハン朝に併合される。カラハン朝の支配下でホータンのイスラーム化が進み、イラン・インド文化は消失する。主要交易路の変化などの理由により、イスラーム化が進んでからのホータンは国際交易の拠点から地方交易の拠点へと役割を変える。

### イスラム化以後
カラハン朝が分裂すると、カシュガルを支配する王家がホータンを領有した。12世紀に東西カラハン朝が西遼に臣従すると、ホータンもまた西遼の影響下に置かれる。ナイマン族のクチュルクが西遼の帝位を簒奪した際、ホータンのイスラム教徒はキリスト教か仏教への改宗を強制される宗教的迫害を受けた。
元のクビライの治世に于闐は斡端と名前を改められる。斡端宣慰使元帥府が設置され、モンゴル帝国の王族がホータンを統治した。マルコ・ポーロも『東方見聞録』の中で斡端についての記録を残し、農業と繊維業が盛んな都市であると記した。明の時代になると于闐の旧称が再び使用されるようになり、1406年にホータン王家は明に朝貢を行った。
15世紀以降のホータンは、モグーリスタン・ハン国、ヤルカンド・ハン国、ジュンガル部といった遊牧民族の支配を受けた。ヤルカンド・ハン国の支配下では、市内の東の一角に領主の城（旧城）が建てられた。1680年にヤルカンド・ハン国がジュンガルに滅ぼされると、ホータンはガルダン・ハーンが任命した白山党のホージャによって統治される。
1755年にジュンガル部が清に平定されると、1760年にはホータンを統治していた白山党も清に滅ぼされ、ホータンは清の弁事大臣の管轄下に置かれた。清の統治下では、ホータンは地方統治の拠点の一つとして少数の官兵が配備される。18世紀から19世紀にかけてホータンの人口は増加し、旧城の城壁の外に居住区が広がった。1828年、防備のために旧城に隣接した場所に新城が建設される。
1860年代の回族の反乱（回民蜂起）の際、ハッジー・パーディシャーがホータンに独立政権を樹立した。この時代、ホータンの周囲におよそ10kmにわたる城壁が建設されたが城壁は短期間で崩壊し、1884年に清が再建した新城壁の一部のみが現存する。1883年に和闐直隷地が設置され、1913年に直隷地から県に改められた。

### 近現代
1931年のクムルの蜂起の後、ホータンでも中華民国の支配に対する蜂起が起きる。ホータンの勢力は他の都市の反乱軍と合流し、東トルキスタン共和国を形成した。ホータンの反乱を指導したムハンマド・エミン・ボグラは『東トルキスタン史』の著者としても知られている。
中華人民共和国の成立後に地名の簡略字化が進められ、1959年に和闐県は和田県に改称された。1983年に和田県から市が分割された。

## 人口統計

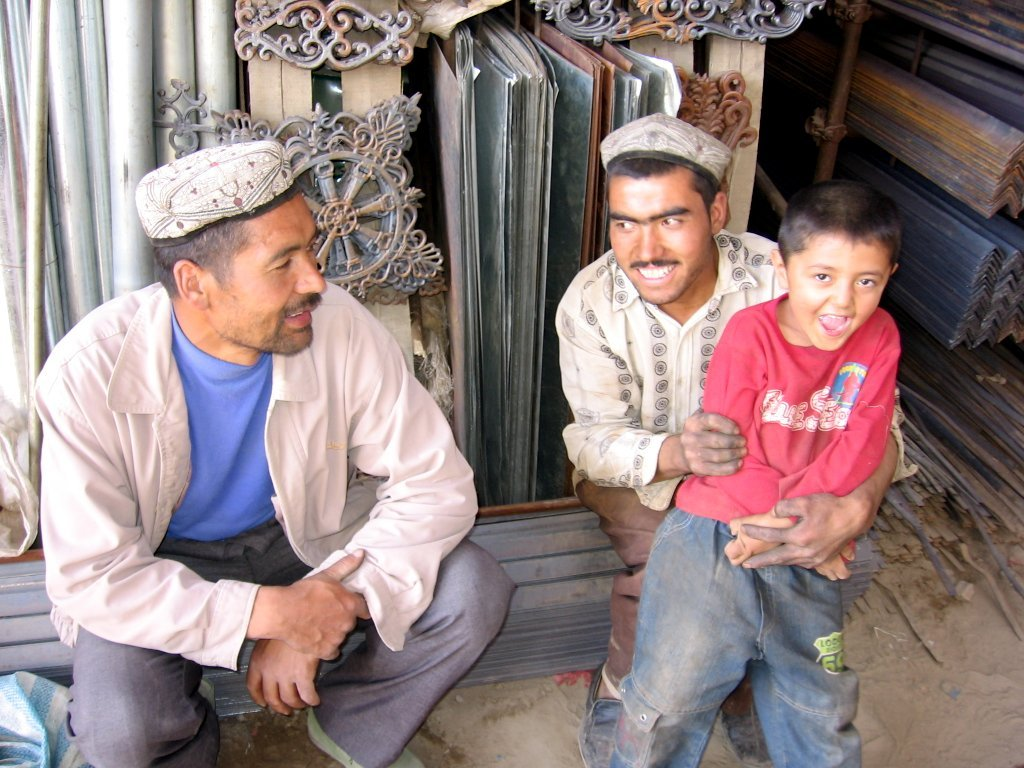
バザールのウイグル族

2000年当時のホータン都市部の人口は約170,000人。12の民族が居住し、うち約83%をウイグル族、16.6%を漢族が占める。清の時代、ウイグル族と漢族の居住区は分けられ、それぞれの民族は別々に生活していた。

## 地理・気候

### 地理
ホータン市はタリム盆地の南、チベットへと向かう崑崙山脈の北麓に位置している。崑崙山脈から流れるユルンカシュ川とカラカシュ川に挟まれたオアシス都市である。合流してホータン川となるこれら2つの河川の水利によって都市は繁栄し、古来から農耕と果樹栽培が行われていた。「クルバック」と呼ばれる十字路が町の中心となっている。
現在のホータンの市街地は12世紀のカラハン朝の征服以後に建設されたと推定されているが、正確な建設時期は不明である。于闐王国時代の王城は、ホータン市外に存在するヨートカン遺跡と比定されている。

### 気候
ホータンはケッペンの気候区分では砂漠気候（BWk）に属している。1年を通して降雨量は少なく、昼夜の温度差が大きい。春期、夏期にはしばしば風と砂ぼこりが発生する。
| ホータン市の気候                                                           | ホータン市の気候 | ホータン市の気候 | ホータン市の気候 | ホータン市の気候 | ホータン市の気候 | ホータン市の気候 | ホータン市の気候 | ホータン市の気候 | ホータン市の気候 | ホータン市の気候 | ホータン市の気候 | ホータン市の気候 | ホータン市の気候 |
| 月                                                                         | 1月              | 2月              | 3月              | 4月              | 5月              | 6月              | 7月              | 8月              | 9月              | 10月             | 11月             | 12月             | 年               |
| -------------------------------------------------------------------------- | ---------------- | ---------------- | ---------------- | ---------------- | ---------------- | ---------------- | ---------------- | ---------------- | ---------------- | ---------------- | ---------------- | ---------------- | ---------------- |
| 最高気温記録 °C （°F）                                                     | 15.0 (59)        | 22.0 (71.6)      | 30.4 (86.7)      | 34.6 (94.3)      | 36.2 (97.2)      | 39.8 (103.6)     | 40.6 (105.1)     | 40.2 (104.4)     | 35.5 (95.9)      | 30.0 (86)        | 22.9 (73.2)      | 21.2 (70.2)      | 40.6 (105.1)     |
| 平均最高気温 °C （°F）                                                     | 0.8 (33.4)       | 5.9 (42.6)       | 14.8 (58.6)      | 23.5 (74.3)      | 27.6 (81.7)      | 31.0 (87.8)      | 32.4 (90.3)      | 31.4 (88.5)      | 27.2 (81)        | 20.2 (68.4)      | 11.1 (52)        | 2.6 (36.7)       | 19.0 (66.2)      |
| 平均最低気温 °C （°F）                                                     | −9 (16)          | −4.4 (24.1)      | 3.0 (37.4)       | 10.2 (50.4)      | 14.6 (58.3)      | 17.7 (63.9)      | 19.3 (66.7)      | 18.3 (64.9)      | 13.5 (56.3)      | 6.0 (42.8)       | −0.9 (30.4)      | −7.1 (19.2)      | 6.8 (44.2)       |
| 最低気温記録 °C （°F）                                                     | −21.6 (−6.9)     | −18.2 (−0.8)     | −7 (19)          | 0.2 (32.4)       | 4.3 (39.7)       | 8.1 (46.6)       | 11.4 (52.5)      | 9.1 (48.4)       | 4.3 (39.7)       | −4.0 (24.8)      | −13.3 (8.1)      | −19.3 (−2.7)     | −21.6 (−6.9)     |
| 降水量 mm （inch）                                                         | 1.6 (0.063)      | 2.0 (0.079)      | 1.3 (0.051)      | 1.5 (0.059)      | 6.6 (0.26)       | 8.2 (0.323)      | 5.7 (0.224)      | 4.9 (0.193)      | 1.8 (0.071)      | 1.3 (0.051)      | 0.1 (0.004)      | 1.5 (0.059)      | 36.5 (1.437)     |
| 平均降水日数 （≥0.1 mm）                                                   | 2.0              | 1.7              | .7               | 1.1              | 1.9              | 2.6              | 2.9              | 1.8              | 0.8              | 0.3              | 0.3              | 1.2              | 17.3             |
| % 湿度                                                                     | 54               | 46               | 35               | 29               | 35               | 38               | 43               | 45               | 44               | 43               | 45               | 55               | 42.7             |
| 平均月間日照時間                                                           | 167.8            | 163.9            | 185.8            | 208.3            | 234.5            | 253.2            | 242.5            | 231.2            | 240.0            | 260.5            | 221.1            | 178.2            | 2,587            |
| 出典：China Meteorological Administration, NOAA (1961-1990, extremes only) |                  |                  |                  |                  |                  |                  |                  |                  |                  |                  |                  |                  |                  |

## 産業

### 軟玉

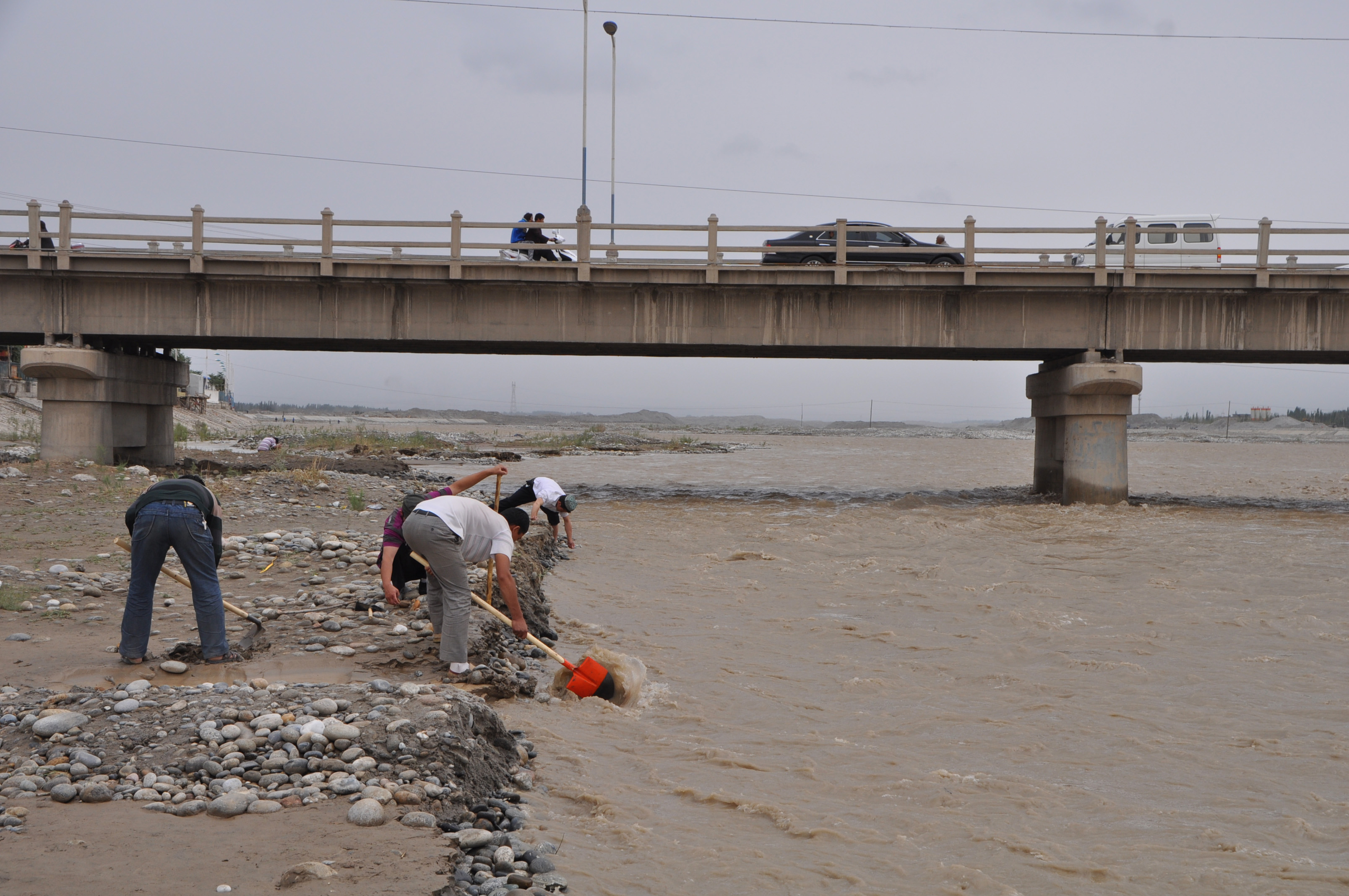
G315国道の橋の下のホータン川（ユルンカシュ川）で白玉を探す。

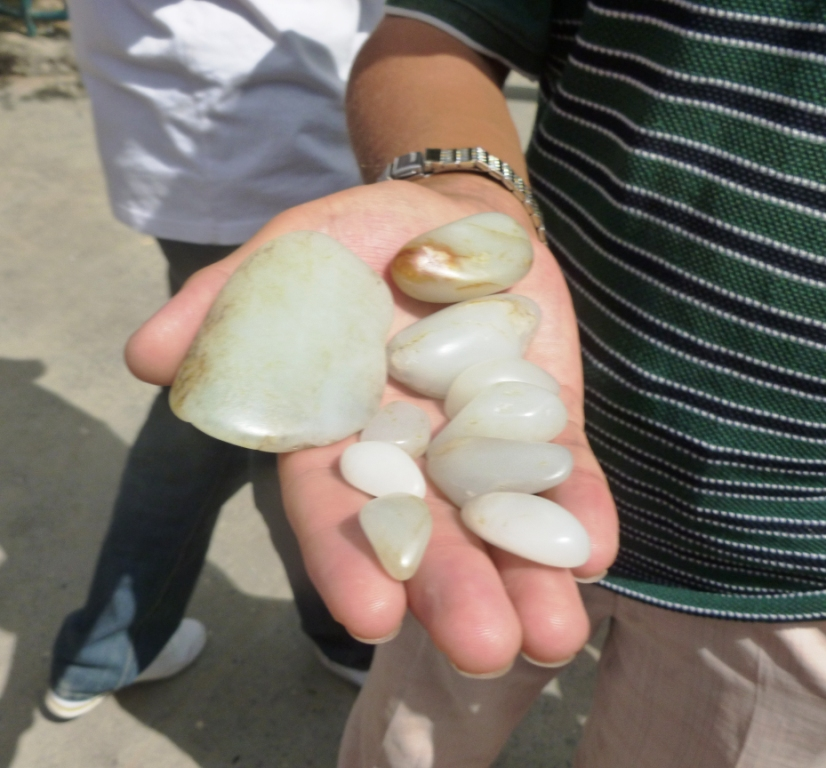
市場で売られている和田玉

ホータンは色鮮やかな高品質の軟玉（ネフライト）の産地として有名であり、ホータンの軟玉は「和田玉（羊脂玉）」として知られている。中国で西域の事情が明らかになっていなかった時代、ホータンの軟玉は「禺氏の玉」「崑崙の玉」と呼ばれていた。古代の中国で得られた軟玉はホータンが主産地であり、遊牧民族の月氏によって中国にもたらされていたが、紀元前176年に月氏が匈奴に駆逐されると、彼らの軟玉交易は終わりを迎える。
ホータン近郊のユルンカシュ川の沖積層からは白い軟玉が採れるため、中国では「白玉河」とも呼ばれている。現在では白玉河の軟玉はほとんど採り尽くされているが、年に数kgの良質な軟玉が川の河床から採取されている。夏から秋の間にホータンの南の崑崙山脈の雪解け水が、山地の軟玉を下流のユルンカシュ川とカラカシュ川（中国語で黒玉河）へ押し流し、水流の減った秋になると現地の人間が川に入って河床の軟玉を足で探し出す。夏になると崑崙山脈のマラマス鉱山で軟玉の採掘が行われているが、ユルンカシュ川の玉と比べて品質は悪い。

### 織物

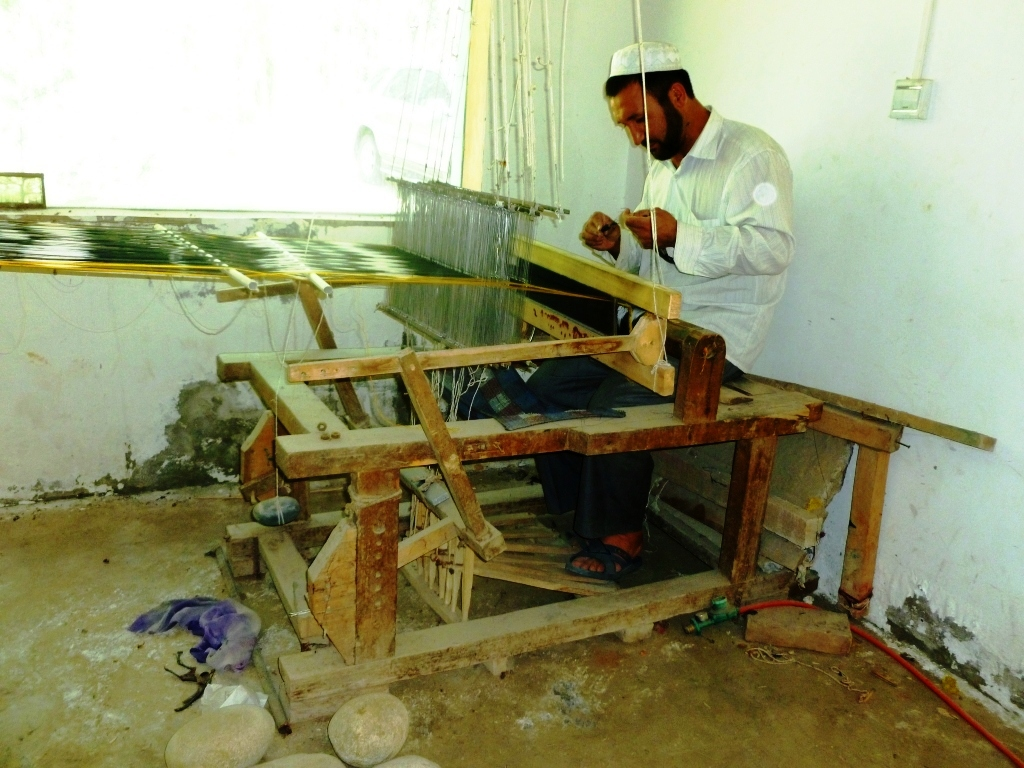
ホータンの絹織物職人

古来中国の王朝とホータンの関係は密接であり、ホータンは中国へ絹製品を輸出したオアシス都市の中で最も古い都市の1つに数えられる。3世紀から4世紀にかけてホータンでは麻布、絹布が多く生産され、唐代の史書でも織物がホータンの特産品として挙げられている。644年にホータン（瞿薩旦那）を訪れた玄奘三蔵も、『大唐西域記』の中でホータンの織物とカーペットについて言及すると共に、「蚕種西漸」という伝承を記している。
| 「                                                                             | 古代のホータンでは桑蚕が知られておらず、中国に養蚕の技術を求めたが、養蚕は門外不出の技術となっていた。中国の王女がホータン王の元に嫁いたとき、ホータン王は王女に桑と蚕を持ち出すように伝え、王女は帽子の中に蚕の卵と桑の種を隠してホータンに持ち出すことに成功し、ホータンに桑蚕が伝わったという。ホータンは絹織物で栄え、蚕と絹糸は珍重された。 | 」 |
| —玄奘『大唐西域記』3巻（水谷真成訳注, 東洋文庫, 平凡社, 1968年3月）、439-441頁 | |    |

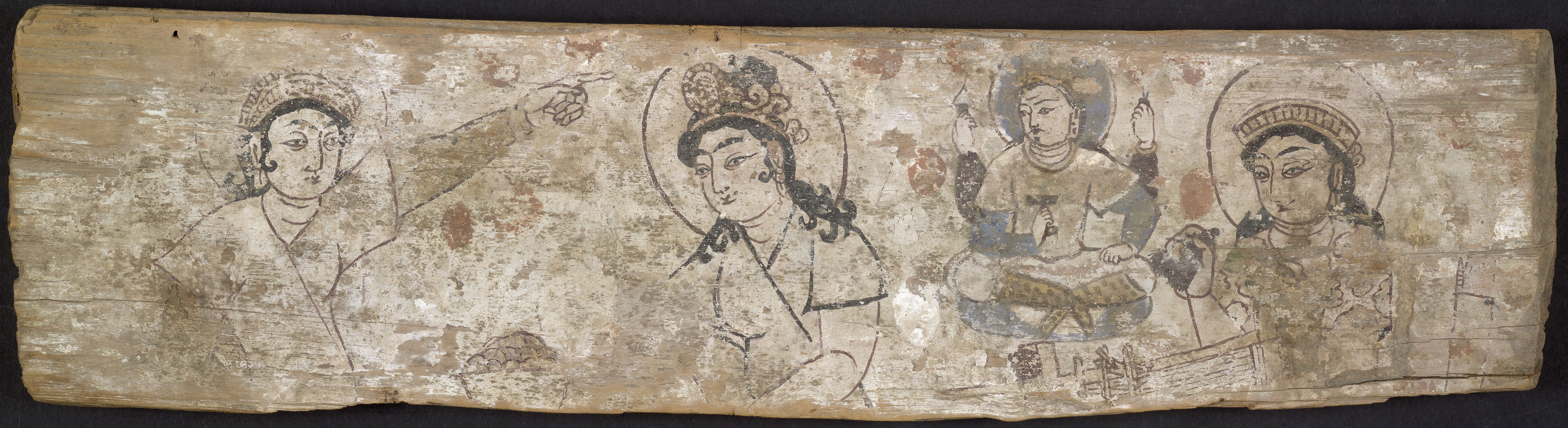
スタインが発見した「蚕種西漸」の板絵（大英博物館所蔵）

1901年に考古学者のオーレル・スタインがホータン近郊のダンダン・ウィリク遺跡を調査した際、玄奘が記した「蚕種西漸」伝説を描いた板絵を発見した。桑蚕の伝来にまつわる物語は、1世紀頃の時代を背景にしていると考えられている。後に蚕の卵はペルシャに密輸され、551年にペルシャを経てユスティニアヌス1世治下のコンスタンティノープルにもたらされる。
現代も絹織物はホータンの主要な産業の1つであり、1,000人以上の職人によって、年間に約150,000,000mもの絹布が生産されている。1953年からの第一次五カ年計画では、ホータンの織物業、養蚕業に近代的な技術が導入された。1950年代に建設されたホータン・シルク廠は、新疆最大のシルク企業である。
ホータンの絹は現地では「アトラスの絹」と呼ばれており、アトラスはウイグル語で「絞り染めの絹織物」を意味する。ウイグル族の女性が織る絹製品は人気が高く、その中には近代化される前の伝統的な手法を用いて作られるものも存在する<,。吉亜郷の工房では、最も古い絹布の製法が継承されている。
桑の樹皮を使用した製紙もウイグル族によって行われているが、製紙技術を継承する者は少ない。記録によると、蔡倫が製紙法を確立するよりも100年以上前に、既に桑の紙が生産されていたという。
絹の他に、綿布もホータンの特産品として挙げられる。清がホータンを支配する前、カザフの商人はホータンの綿布を求めてカシュガルまで仕入に出向いていた。18世紀に清がホータンを征服した後、ホータンの綿布はカザフとの交易において重要な輸出品としての役割を担った

### 絨毯
ホータンの絨毯は古来より輸出先の各地で重宝されていた。現代でもホータンの絨毯は高い価値を持つ重要な輸出品となっており、アジア以外にヨーロッパやアメリカにも輸出されている。
絨毯産業を代表する企業として、和田外貿絨毯工場がある。和田外貿絨毯工場は、1992年に長さ12.5m・幅4mを誇る世界最大の手織り絨毯「天山頌」を制作した。この他に、1997年の香港返還と1999年のマカオ返還を記念したタペストリーも手掛けている。

## 観光

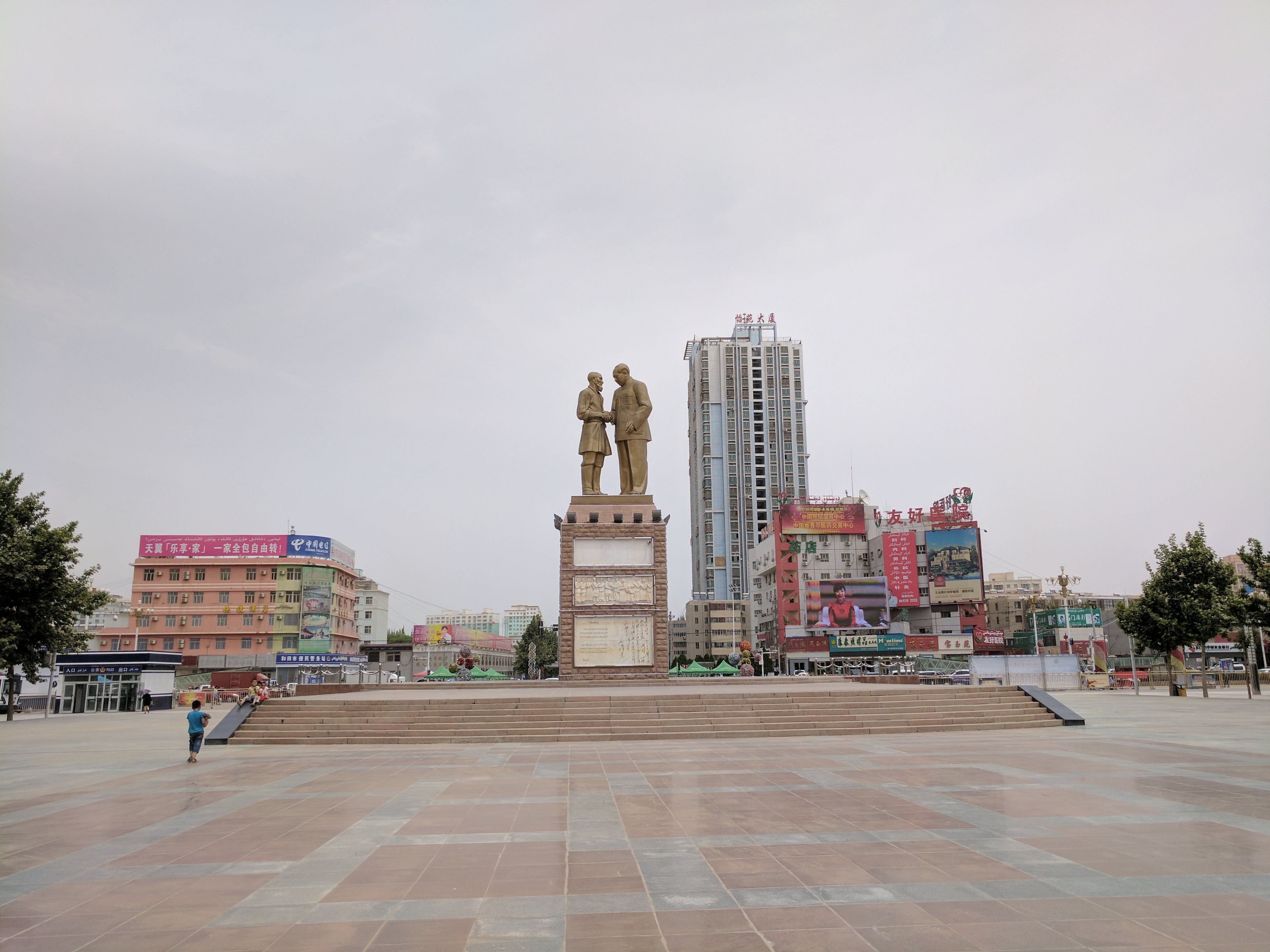
ホータンの団結広場

- 団結広場 - 市街地で最大の広場。中央にケリヤの農夫のクルバン・トゥルム（Kurban Tulum、別称：「クルバンおじさん」）が毛沢東と握手する像があり[28]、夕方からは屋台街も出現する[29]。
- マリクワト遺跡 - ホータン市の南東25km、ユルン・カシュ川西岸に位置する漢唐代の辺境防衛のための古城[30]。1900年にオーレル・スタインはこの遺跡を調査し、多くの遺物を発掘した。考古学者の黄文弼はこの遺跡を于闐王国の王城と推定したが、仏教寺院の遺跡と見なす意見が主流を占めている[14]。出土品は金・銅製の仏像、軟玉の器、古銭など。現在でも、遺跡には陶器の破片と玉のかけらが散乱している。
- ヨートカン遺跡 - ホータン市から13km離れた場所に位置する漢宋代の古城。于闐王国の王城と推定されている。かつては法顕、玄奘がこの城を訪問し、近代にはスヴェン・ヘディン、オーレル・スタインらが城の発掘調査を行った。遺跡からは、漢代の五銖銭から12世紀にカラハン朝のムハンマド2世が鋳造した硬貨まで広範にわたる時代の古銭が出土している[14]。
- ホータン博物館
- バザール
- 阿拉勒巴格仏寺 - ホータン市の南11kmに位置する。

## 交通
市にはホータン地区バスターミナルと東郊バスターミナルの2つのバスターミナルが存在し、ウルムチ、コルラ、カシュガルなどの他の新疆の都市に向かうバスが出ている。主要道路は、東西へG315国道、北へG580国道（阿和公路）がある。高速道路は吐和高速道路、西和高速道路。
市の南18kmには、和田空港が置かれている。国内線専用の空港であり、ウルムチ行きの便が運航されている。
鉄道は、2011年6月にカシュガルとホータンを結ぶ喀和線が旅客営業を開始。
2022年にはホータンとチャルクリクを結ぶ鉄道、和若線が開通。タクラマカン砂漠鉄道環状線の最後の弧の部分が完成した。

## 大気汚染
民間機関「IQAir AirVisual」の2019年版報告書では、ホータン市は大気汚染のひどさで中華人共和国内のトップ、世界でもワースト2の都市となった。